# Takenaka Daiku Dōgukan
Das Takenaka Daiku Dōgukan (japanisch 竹中大工道具館, etwa „Takenaka-Museum für Schreinerwerkzeuge“, englisch Takenaka Carpentry Tools Museum) ist ein im Jahre 1984 von dem Bauunternehmen K.K. Takenaka Kōmuten (Takenaka Corporation) gegründetes Museum für Holzbau- und bearbeitungswerkzeuge in Kobe mit dem Ziel das sehr reichhaltige Kulturerbe des Umgangs mit traditionellen Holzbearbeitungswerkzeugen an die nächsten Generationen weiterzugeben.
Der Themenschwerpunkt ist neben der Ausstellung von Werkzeugen auch die Vermittlung von komplexer Holzbautechnik und deren Tradition in Japan. Dabei sind die Grenzen zwischen dem Handwerk der Zimmerer und Schreiner auf der einen Seite und Ingenieurwissenschaften der Bauingenieuren und Architekten auf der andern Seite fließend.

## Geschichte
- 1. Juli 1984 – Eröffnung des Museums in Nakayamate, Kobe[3]
- 11. Mai 1989 – Gründung der Museumsstiftung (財団法人竹中大工道具館 Zaidan hōjin ~)[3]
- März 2009 – Überarbeitete permanente Ausstellung
- April 2012 – Überführung in eine gemeinnützige Stiftung (公益財団法人竹中大工道具館 Kōeki zaidan hōjin ~)
- Mai 2014 – Schließung des alten Museums
- 4. Oktober 2014 – Wiedereröffnung in Kumochi-chō, Chūō-ku

## Kollektion

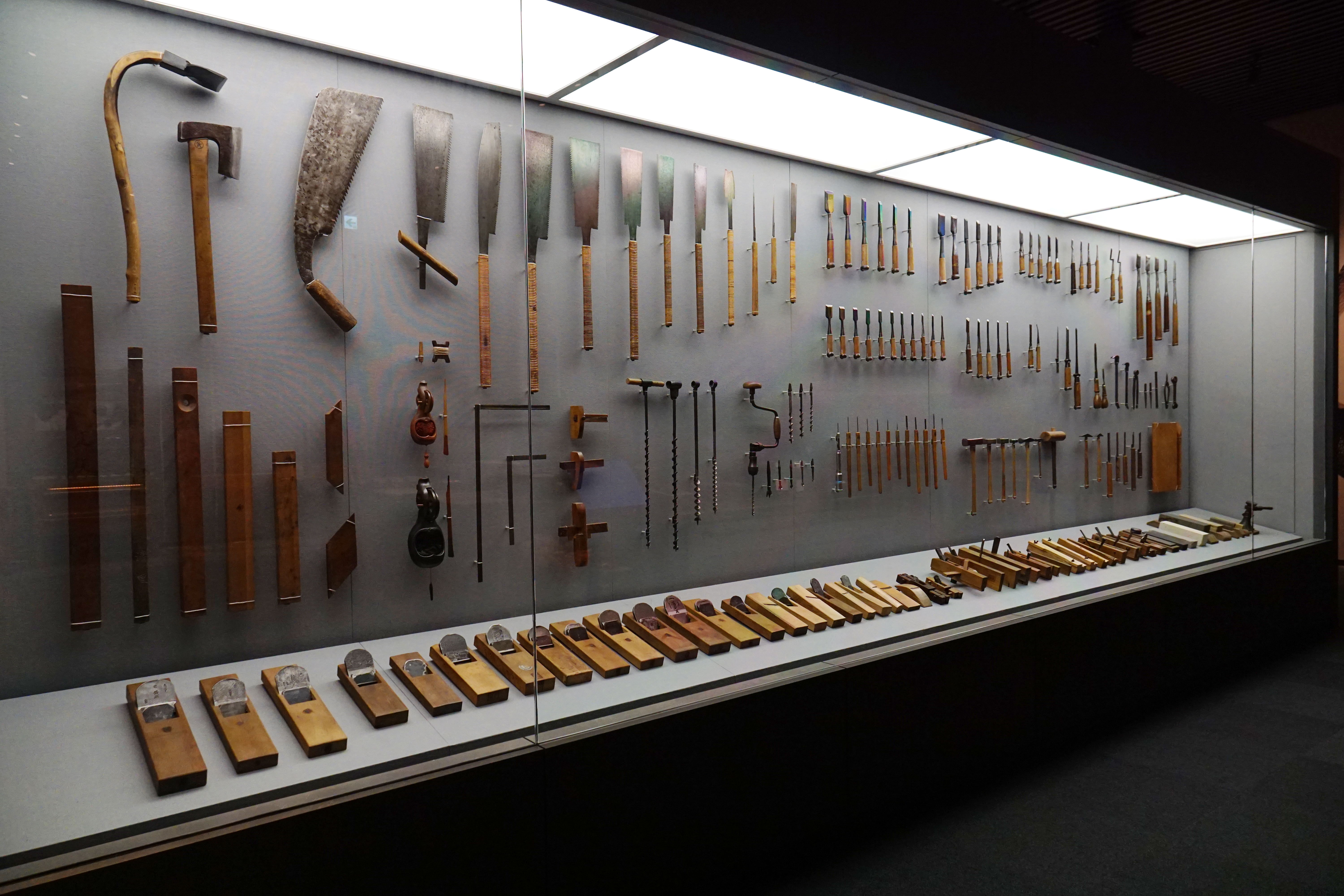
Werkzeuge

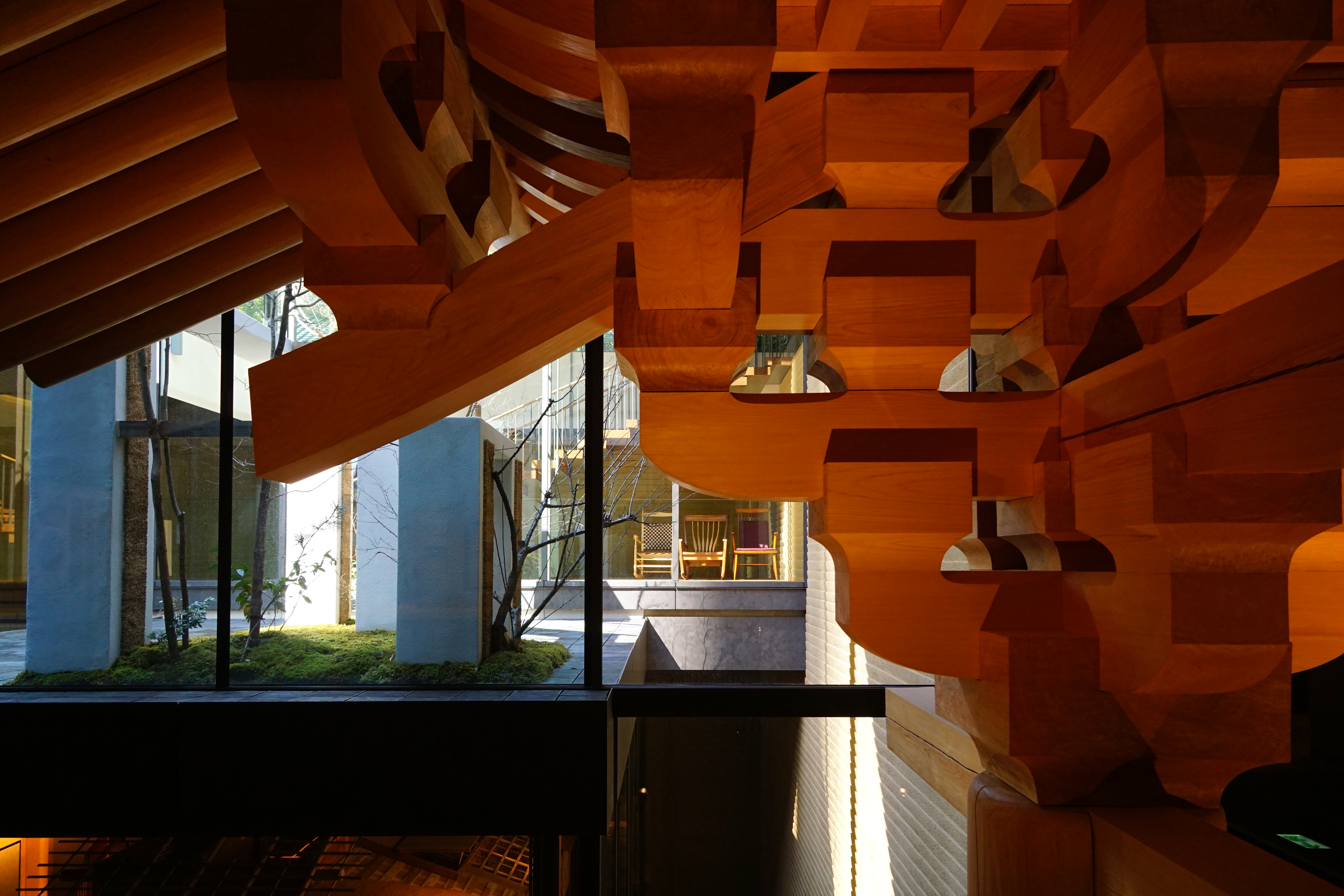
Details Dachkonstruktion eines Shintō-Schreins

Der Museumsbestand umfasst ein breites Spektrum an japanischen und internationalen Werkzeugen sowie anhand von historischen Unterlagen oder in tradierten Methoden von Experten erstellten Nachbildungen. So werden Steinäxte aus der Jōmon-Zeit in chronologische Reihenfolge bis zur Shōwa-Zeit ausgestellt, ebenso Japansägen (鋸 nokogiri), Kanna (Hobel) und Sujikebiki (japanisches Streichmaß), aber auch deren Herstellung und Gebrauch.
Die Sammlung umfasst zum Stand November 2016:
| Holzbearbeitungswerkzeuge      | 16.849 | Historische Referenzdokumente | 9.227 |
| Forstwirtschaftliche Werkzeuge | 473    | Audio- und Videomaterial      | 812   |
| Schmiedwerkzeuge               | 774    | Repliken und Exemplare        | 1.270 |
| Andere Werkzeuge               | 3.407  | Folkloristisches Material     | 212   |

## Permanente Ausstellungen

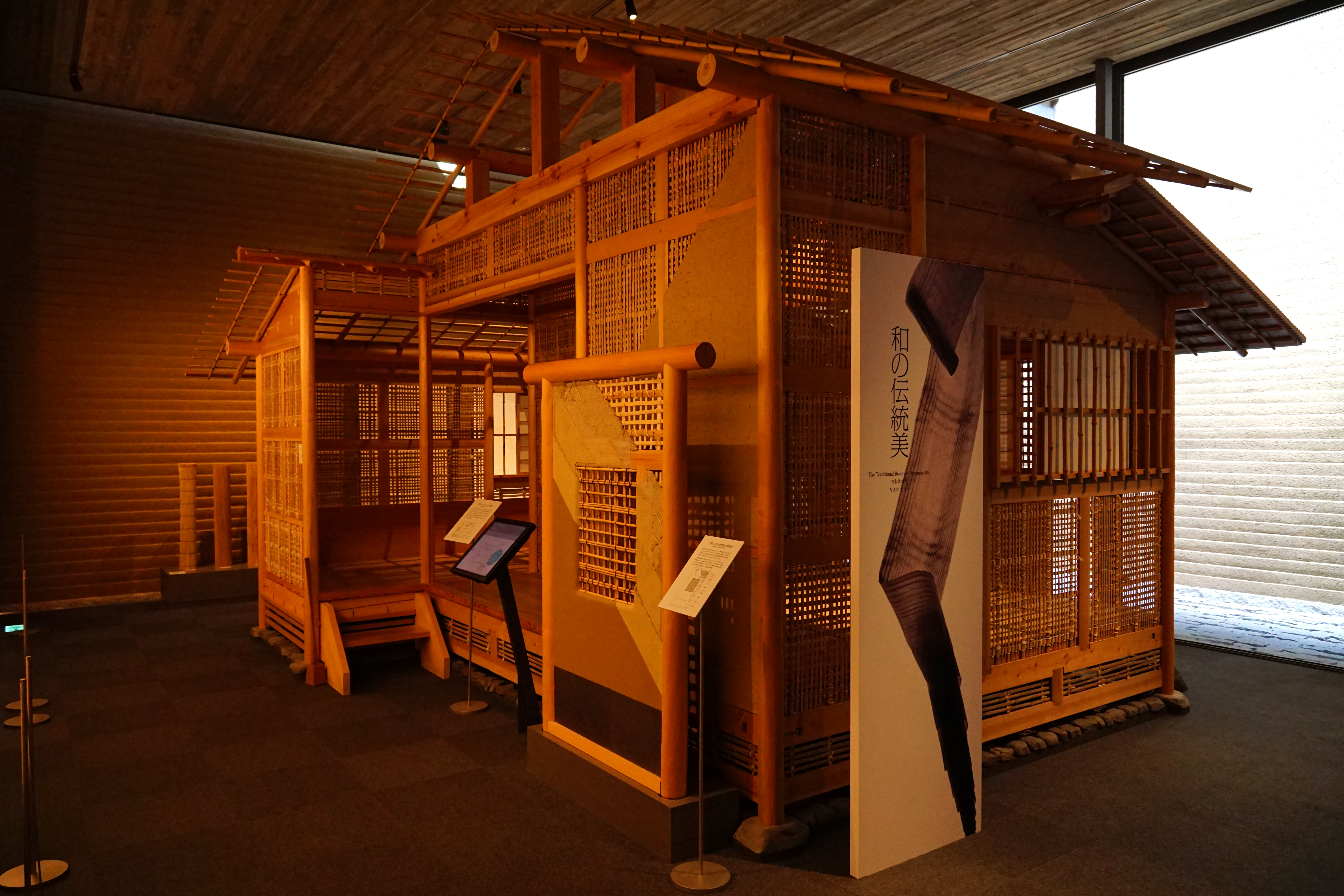
Holzkonstruktion eines japanischen Teehauses

Unter anderem ist die Holzunterkonstruktion eines japanischen Teehauses als „Skelett“ im Detail 1:1 nachgebaut. Ebenso sind heilige Werkzeuge für den Bau eines Shintō-Schreins ausgestellt sowie Details solcher jahrhundertealter Giebelbautechniken und deren Dachkonstruktion.

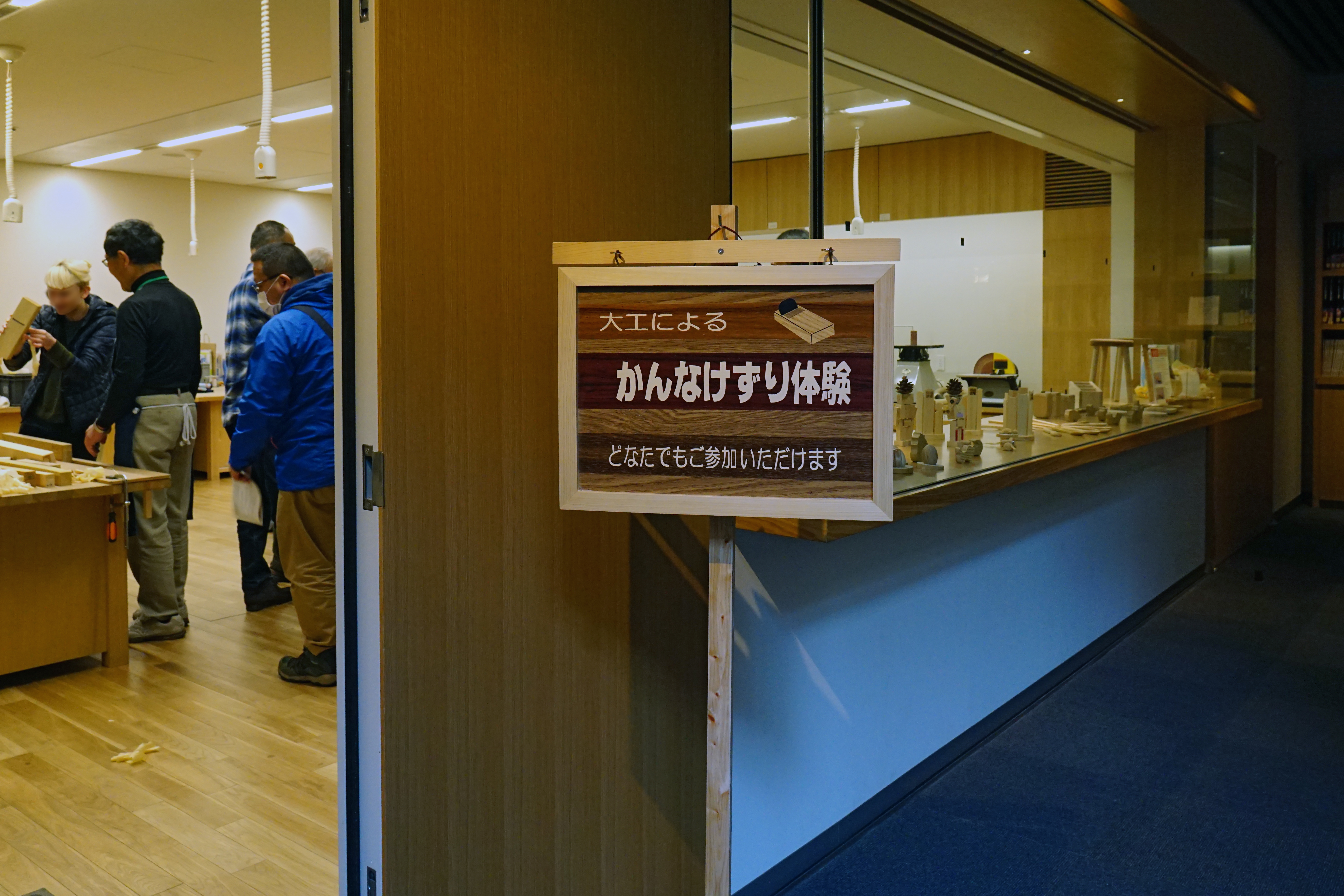
Eingang zur Werkstatt

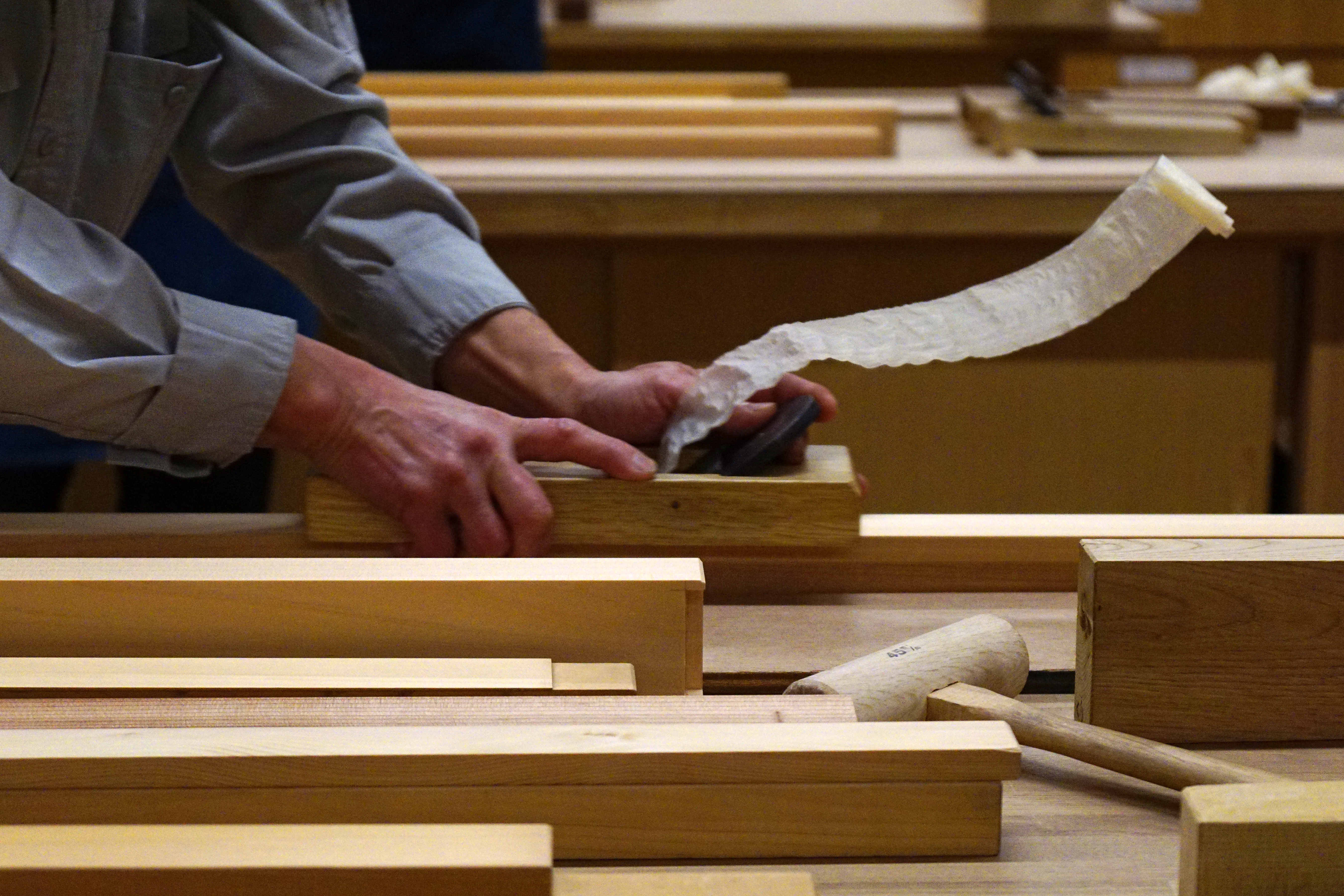
Vorführung des Hobels

Im Einzelnen gibt es folgende Ausstellungsabschnitte:
- Eine Reise durch die Geschichte
- Vom Meisterhandwerker lernen
- Handwerk und Werkzeuge
- Werkzeuge aus der ganzen Welt
- Die traditionelle Ästhetik des Japanischen „Wa“
- Exquisite Arbeiten von Meistern der Handwerkskunst
- Sinnvolles Nutzen jedes Stückes Holzes / Teil eines Baumes

## Vorführungen
Es gibt eine voll ausgestattete Werkstatt zur Demonstration von Holzbearbeitungstechniken.
Eindrucksvolle Dokumentationsfilme zum Gebrauch der Werkzeuge werden im Video-Archiv des Museums gesammelt. Eine Übersicht gibt die Website „Video-Archiv“. (Siehe Weblinks)